# よりもどし

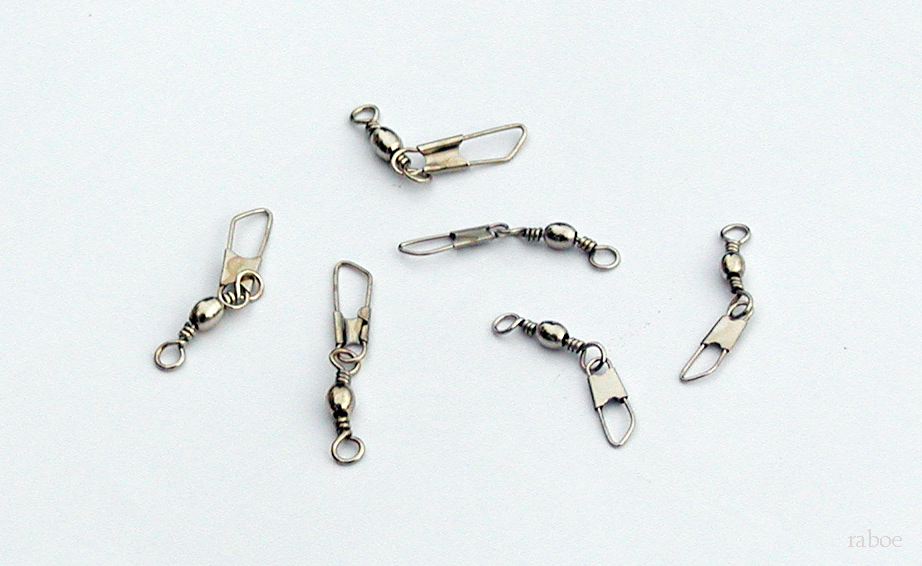
釣具のより戻し（スナップ猿環）

よりもどし（より戻し、撚り戻し）とは釣具の一種で、「猿環」（さるかん）や「スイベル」（Swivel）とも呼ばれる。釣具以外でも同様の撚りを戻す部品がより戻しと呼ばれる。
多くが錆びにくい金属で作られ、上下に道糸（みちいと）等を結ぶ為の輪を持ち、これら上部と下部は中央の軸によって繋がれ互いが自由に回転できる。回転によって糸のよじれ、つまり撚りを戻して糸が互いに絡まるのを防ぐ働きを持つ。多くが小さなおもりの役割も兼ねる。スナップという糸の着脱部が付いている「スナップ猿環」や「スナップ付きより戻し」といったものもあり、糸を結ぶことなく簡単に釣針などの仕掛を着け外しできる。概ね1.5cmから4cm程度までのさまざまな大きさのものがある。